# The Family Jewels
The Family Jewels é o álbum de estreia da cantora e compositora galesa Marina and the Diamonds, lançado pelas gravadoras 679 Artists, Atlantic e Warner Music UK no dia 15 de fevereiro de 2010. O álbum foi produzido principalmente por Liam Howe, Richard Stannard, Ash Howes, Pascal Gabriel, Greg Kurstin e pela própria Marina. Até agosto de 2015, The Family Jewels, vendeu 195.268 cópias no Reino Unido.
Cinco singles oficiais foram lançados para promover o álbum. O primeiro deles, "Mowgli's Road", atingiu a 34ª posição da Australian Airplay Chart, enquanto o segundo, "Hollywood", chegou a 12ª posição da UK Singles Chart, e ainda conseguiu entrar no Top 40 de 7 países ao redor do mundo. O terceiro single do projeto, "I Am Not a Robot", chegou ao 6º lugar da Norwegian Singles Chart e entrou no Top 40 de países como a Bélgica e o Reino Unido. Os dois singles seguintes, "Oh No!" e "Shampain", fizeram entradas na UK Singles Chart na 38ª e 141ª posição, respectivamente.
O álbum foi bem recebido tanto pela crítica quanto pelo público, atingindo bons índices de aprovação dos críticos musicais e boas vendagens. Em sua primeira semana de vendas, The Family Jewels alcançou a quinta posição da UK Albums Chart e a nona da Irish Albums Chart, chegando ao Top 20 em cinco países ao redor do mundo. Teve uma peformance moderada em vendas na América do Norte. Após debutar no número 138 nos Estados Unidos, falhou ao cursar no Canadá e no México.

## Antecedentes
Diamandis explicou que o álbum é "um corpo de trabalho em grande parte inspirada pela sedução do consumismo, os valores sociais modernos, família e sexualidade feminina". Ela também descreve como "um álbum muito diverso estilisticamente falando, porque eu sou uma compositora tão flexível, então há um monte de pop nele, mas há um tipo de um monte de coisas experimental, ala de esquerda também. É basicamente um álbum sobre o que não deve ser".

## Desempenho comercial
The Family Jewels estreou na 5ª posição no UK Albums Chart, vendendo 27.618 cópias em sua primeira semana. Inicialmente recebeu certificado de prata pela British Phonographic Industry (BPI), em 19 de fevereiro de 2010, dois dias antes de seu lançamento, finalmente recebeu o certificado de ouro em 14 de Maio de 2010. Em agosto de 2015, o álbum já vendeu 195.268 cópias no Reino Unido.

## Singles
- "Mowgli's Road" foi lançado como primeiro single do álbum em 13 de novembro de 2009.[8]
- "Hollywood" foi lançado como segundo single do álbum e primeiro grande lançamento Diamandis em 1º de fevereiro de 2010.[3] Ele alcançou o número doze no UK Singles Chart.[9]
- "I Am Not a Robot" foi lançada como terceiro single do álbum em 26 de abril de 2010.[10] Ele alcançou o número vinte e seis no UK Singles Chart.[9]
- "Oh No!" foi lançada como quarto single do álbum em 02 de agosto de 2010 apenas no Reino Unido e Irlanda.[11] Alcançou o número trinta e oito no UK Singles Chart.[9]
- "Shampain" foi lançada como o quinto single do álbum em 11 de outubro 2010, apenas no Reino Unido e Irlanda.[12] Ele alcançou o número 141 no UK Singles Chart.[13]

## Lista de faixas
| Edição padrão  |                      |                               |         |  |
| N.º            | Título               | Compositor(es)                | Duração |  |
| 1.             | "Are You Satisfied?" | Marina Diamandis              | 3:19    |  |
| 2.             | "Shampain"           | Diamandis Howe Pascal Gabriel | 3:09    |  |
| 3.             | "I Am Not a Robot"   | Diamandis                     | 3:32    |  |
| 4.             | "Girls"              | Diamandis Howe Gabriel        | 3:33    |  |
| 5.             | "Mowgli's Road"      | Diamandis Howe                | 3:10    |  |
| 6.             | "Obsessions"         | Diamandis                     | 3:36    |  |
| 7.             | "Hollywood"          | Diamandis                     | 3:51    |  |
| 8.             | "The Outsider"       | Diamandis                     | 3:17    |  |
| 9.             | "Guilty"             | Diamandis Stannard Howes      | 3:41    |  |
| 10.            | "Hermit The Frog"    | Diamandis                     | 3:34    |  |
| 11.            | "Oh No!"             | Diamandis Greg Kurstin        | 2:59    |  |
| 12.            | "Seventeen"          | Diamandis                     | 3:00    |  |
| 13.            | "Numb"               | Diamandis                     | 4:15    |  |
| Duração total: | Duração total:       | Duração total:                | 44:15   |  |

| Edição deluxe  |                                                        |                        |          |  |
| N.º            | Título                                                 | Compositor(es)         | Duração  |  |
| 14.            | "Rootless"                                             | Diamandis Howe Gabriel | 3:28     |  |
| 15.            | "I Am Not a Robot" (Flex'd Rework) (Passion Pit Remix) | Diamandis              | 4:47     |  |
| 16.            | "Obsessions" (Ocelot Remix)                            | Diamandis              | 6:26     |  |
| 17.            | "I Am Not a Robot" (Starsmith 24 Carat Remix)          | Diamandis              | 5:18     |  |
| Duração total: | Duração total:                                         | Duração total:         | 01:04:17 |  |

| Vídeo musical bônus da edição deluxe no iTunes |                             |                |          |  |
| N.º                                            | Título                      | Compositor(es) | Duração  |  |
| 1.                                             | "Hollywood" (vídeo musical) |                | 3:25     |  |
| Duração total:                                 | Duração total:              | Duração total: | 01:07:42 |  |

## Desempenho nas tabelas musicais

### Paradas semanais
| Posições (2010)                     | Peak position |
| ----------------------------------- | ------------- |
| Austrália — Australian Albums Chart | 79            |
| Áustria — Austrian Albums Chart     | 18            |
| Dutch Albums Chart                  | 88            |
| European Top 100 Albums             | 20            |
| French Albums Chart                 | 132           |
| German Albums Chart                 | 12            |
| Greek Foreign Albums Chart          | 7             |
| Irish Albums Chart                  | 9             |
| Swiss Albums Chart                  | 100           |
| UK Albums Chart                     | 5             |
| Billboard 200                       | 138           |
| Rock Albums                         | 49            |
| Heatseekers Albums                  | 2             |

### Vendas e certificações
| Região      | Certificador | Certificação (limiares de vendas) | Vendas  | Referência | Referência |
| ----------- | ------------ | --------------------------------- | ------- | ---------- | ---------- |
| Irlanda     | IRMA         | 1× Ouro                           | 7.500   | [ 30 ]     |            |
| Reino Unido | BPI          | 1× Ouro                           | 100.000 | [ 31 ]     |            |

## Histórico de lançamento
| País           | Data                    | Gravadora(s)                        | Formato(s)               | Edição(ões)    |
| -------------- | ----------------------- | ----------------------------------- | ------------------------ | -------------- |
| Irlanda        | 15 de Fevereiro de 2010 | 679 Recordings, Atlantic Records    | CD, digital download     | Padrão, deluxe |
| Reino Unido    | 22 de Fevereiro de 2010 | 679 Recordings, Atlantic Records    | CD, digital download     | Padrão, deluxe |
| Escandinávia   | 24 de Fevereiro de 2010 | Warner Music                        | CD, digital download     | Padrão, deluxe |
| Austrália      | 26 de Fevereiro de 2010 | Warner Music                        | CD, digital download     | Padrão, deluxe |
| França         | 1 de Março de 2010      | Warner Music                        | CD, digital download     | Padrão, deluxe |
| Países Baixos  | 19 de Março de 2010     | Warner Music                        | CD, digital download     | Padrão, deluxe |
| Japão          | 21 de Abril de 2010     | Warner Music                        | CD, digital download     | Padrão, deluxe |
| Alemanha       | 14 de Maio de 2010      | Warner Music                        | CD, digital download     | Padrão, deluxe |
| Canadá         | 25 de Maio de 2010      | Warner Music                        | CD, LP, digital download | Padrão, deluxe |
| Estados Unidos | 25 de Maio de 2010      | Chop Shop Records, Atlantic Records | CD, LP, digital download | Padrão, deluxe |
| Argentina      | 19 de Agosto de 2010    | Warner Music                        | CD                       | Padrão, deluxe |